# Kaspressknödel
Kaspressknödel son una especialidad de la gastronomía de Austria que consiste en albóndigas aplanadas hechas de pan y queso y fritas en mantequilla, que o se introducen en una sopa o se sirven con chucrut.